# Enispa atriceps
Enispa atriceps là một loài bướm đêm trong họ Noctuidae.